# Vuelta a Boyacá
La Vuelta a Boyacá est une course cycliste colombienne disputée dans le département de Boyacá, généralement au mois de septembre. La première édition a été organisée en 1976.

## Palmarès masculin
| Année             | Vainqueur                  | Deuxième                   | Troisième                     |
| ----------------- | -------------------------- | -------------------------- | ----------------------------- |
| Clásica de Boyacá |                            |                            |                               |
| 1976              | Cristóbal Pérez            | Luis E. Gutiérrez          | Efraín Pulido                 |
| 1977              | Manuel Ignacio León        | Plinio Casas               | Julio Alberto Rubiano         |
| 1978              | Julio Alberto Rubiano      | Luis Carlos Manrique (en)  | Manuel Ignacio Gutiérrez (es) |
| 1979              | Non disputé                | Non disputé                | Non disputé                   |
| 1980              | Julio Alberto Rubiano      | José Patrocinio Jiménez    | Fabio Navarro                 |
| 1981              | Julio Alberto Rubiano      | Fabio Parra                | Edgar Corredor                |
| 1982              | Non disputé                | Non disputé                | Non disputé                   |
| 1983              | Segundo Chaparro           | Rafael Tolosa (es)         | Fabio Casas                   |
| 1984              | Non disputé                | Non disputé                | Non disputé                   |
| 1985              | Omar Hernández             | José Patrocinio Jiménez    | Edgar Corredor                |
| 1986              | Fabio Parra                | Heriberto Urán (es)        | Gustavo Wilches               |
| 1987              | Pablo Wilches              | Reynel Montoya             | Fabio Parra                   |
| 1988              | Néstor Mora                | Pablo Wilches              | Fabio Parra                   |
| 1989              | Luis Alberto González (en) | Néstor Mora                |                               |
| 1990              | Francisco Rodríguez        | Heriberto Urán (es)        |                               |
| 1991              | Néstor Mora                | Ángel Yesid Camargo        | Federico Muñoz                |
| 1992              | Juan Carlos Rosero (en)    | Luis Alberto González (en) | Hernán Buenahora              |
| 1993              | Raúl Montaña               | Álvaro Sierra              | Libardo Niño                  |
| 1994              | Juan Diego Ramírez         | Javier Zapata              |                               |
| 1995              | Félix Cárdenas             | Alberto Camargo            |                               |
| Vuelta a Boyacá   |                            |                            |                               |
| 1996              | Julio César Rangel (es)    | Juan Diego Ramírez         | Ángel Yesid Camargo           |
| 1997              | Israel Ochoa               | Jair Bernal (en)           | Álvaro Sierra                 |
| 1998              | Álvaro Sierra              | Ángel Yesid Camargo        | Israel Ochoa                  |
| 1999              | Álvaro Sierra              | Israel Ochoa               | Félix Cárdenas                |
| 2000              | Libardo Niño               | Álvaro Sierra              | Raúl Montaña                  |
| 2001              | Álvaro Sierra              | Ángel Yesid Camargo        | Libardo Niño                  |
| 2002              | Libardo Niño               | Álvaro Sierra              | Daniel Rincón                 |
| 2003              | Israel Ochoa               | Félix Cárdenas             | Javier Zapata                 |
| 2004              | Víctor Niño                | Ismael Sarmiento           | Hernán Dario Bonilla          |
| 2005              | Ismael Sarmiento           | Graciano Fonseca (en)      | Israel Ochoa                  |
| 2006              | Israel Ochoa               | Santiago Ojeda             | Giovanni Báez                 |
| 2007              | Iván Casas                 | José Castelblanco          | Uberlino Mesa (en)            |
| 2008              | Fernando Camargo           | Víctor Niño                | Uberlino Mesa (en)            |
| 2009              | Freddy Montaña             | Javier González            | Iván Parra                    |
| 2010              | Iván Casas                 | Mauricio Neisa             | Álvaro Gómez                  |
| 2011              | Víctor Niño                | Iván Parra                 | Fernando Camargo              |
| 2012              | Óscar Sevilla              | Alex Cano                  | Luis Largo                    |
| 2013              | Jahir Pérez                | Freddy Montaña             | Camilo Gómez                  |
| 2014              | Óscar Rivera               | Fernando Camargo           | Miguel Ángel López            |
| 2015              | Javier Gómez               | Robinson Chalapud          | Omar Mendoza                  |
| 2016              | Óscar Rivera               | Alexis Camacho             | Miguel Ángel López            |
| 2017              | Óscar Rivera               | Rodrigo Contreras          | Freddy Montaña                |
| 2018              | Germán Chaves              | Diego Ochoa                | Óscar Rivera                  |
| 2019              | Diego Camargo              | Brandon Rivera             | Marco Tulio Suesca            |
| 2020              | Non disputé                | Non disputé                | Non disputé                   |
| 2021              | Jeisson Casallas           | Wilson Peña                | Rubén Acosta                  |
| 2022              | Rodrigo Contreras          | Marco Tulio Suesca         | Germán Chaves                 |
| 2023              | Rodrigo Contreras          | Daniel Méndez              | Marco Tulio Suesca            |
| 2024              | Adrián Bustamante          | Edgar Pinzón               | Juan Carlos Lopez Moreno      |

## Palmarès féminin
| Année | Vainqueur           | Deuxième            | Troisième             |
| ----- | ------------------- | ------------------- | --------------------- |
| 2014  | Milena Fagua        | Lorena Colmenares   | Jessenia Meneses      |
| 2015  | Lorena Colmenares   | Cristina Sanabria   | Milena Fagua          |
| 2016  | Cristina Sanabria   | Lorena Colmenares   | Blanca Moreno         |
| 2017  | Blanca Moreno       | Lorena Colmenares   | Jessica Parra         |
| 2018  | Cristina Sanabria   | Jennifer Ducuara    | Serika Gulumá         |
| 2019  | Cristina Sanabria   | Serika Gulumá       | Jennifer Ducuara      |
| 2020  | Non disputé         | Non disputé         | Non disputé           |
| 2021  | Camila Valbuena     | Cristina Sanabria   | Milena Fagua          |
| 2022  | Sara Juliana Moreno | Cristina Sanabria   | Estefanía Herrera     |
| 2023  | Cristina Sanabria   | Sara Moreno         | Estefanía Herrera     |
| 2024  | Cristina Sanabria   | Laura Daniela Rojas | Paula Andrea Carrasco |